# Dicymbe heteroxylon
Dicymbe heteroxylon är en ärtväxtart som beskrevs av Adolpho Ducke. Dicymbe heteroxylon ingår i släktet Dicymbe och familjen ärtväxter. Inga underarter finns listade i Catalogue of Life.